# Generaldiözese Lüneburg-Celle

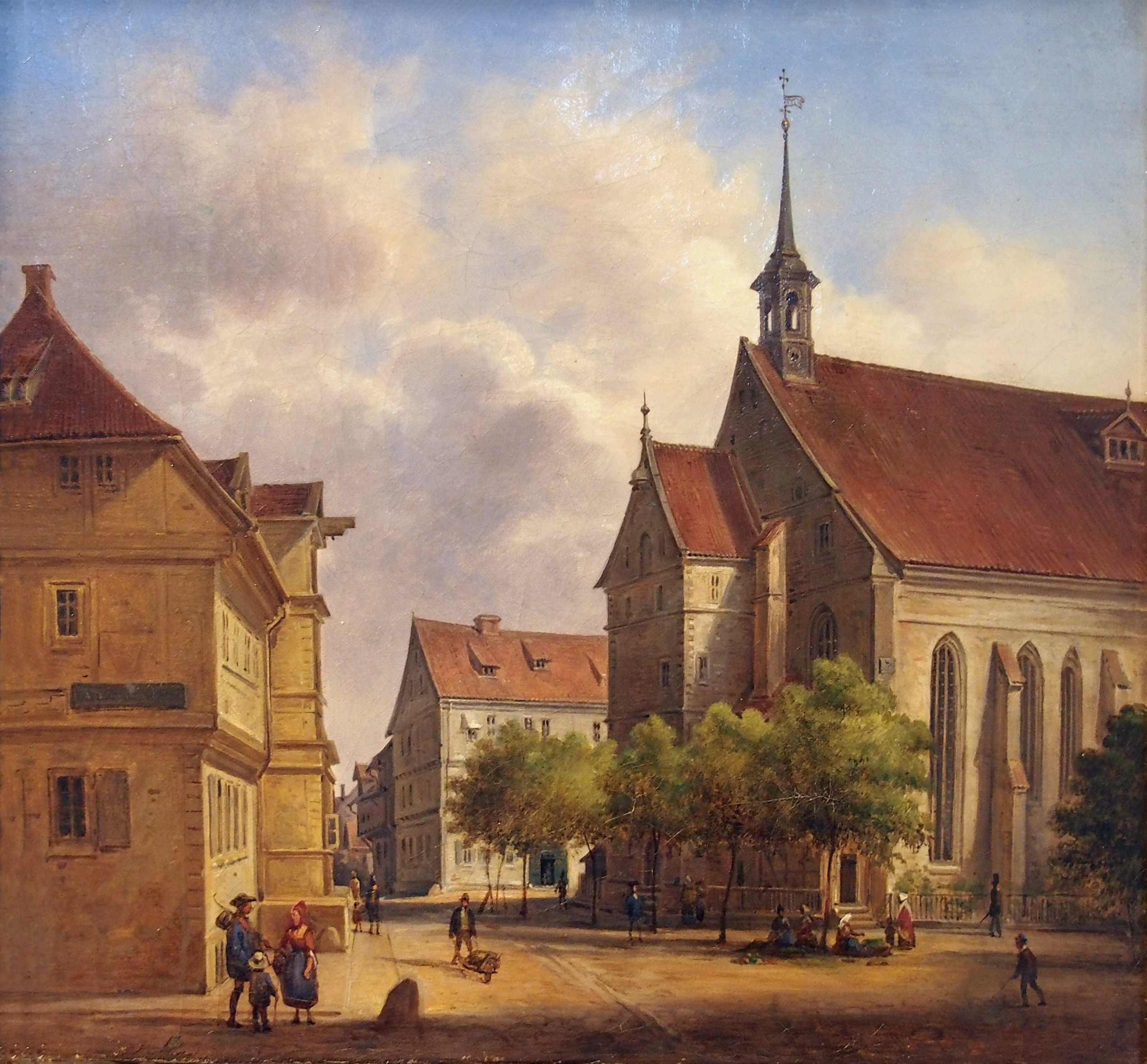
Stadtkirche St. Marien in Celle, die Predigtkirche des Generalsuperintendenten

Die Generaldiözese Lüneburg-Celle war ein kirchlicher Aufsichtsbezirk im Bereich der heutigen Evangelisch-lutherischen Landeskirche Hannovers.
Errichtet wurde sie 1531 mit der Einsetzung des Reformators Urbanus Rhegius als Superintendent der lüneburgischen Landeskirche mit Sitz in Celle. Der Titel eines Generalsuperintendenten für den Amtsinhaber wurde allerdings erst später eingeführt. Die Generalsuperintendenten waren Inhaber der ersten Pfarrstelle an der Stadtkirche in Celle. Sie waren Mitglied des Konsistoriums in Celle und nach dessen Aufhebung (1705) des Konsistoriums in Hannover.
Zu Beginn des 18. Jahrhunderts ging ein Teil des Gebietes an die neu begründete Generaldiözese Harburg (Harburg, Lüchow, Bardowick, Dannenberg, Fallersleben und Klötze).
1903 ging die Generaldiözese Lüneburg-Celle in der neugegründeten Generaldiözese Hannover auf.
Bei der Reorganisation der kirchlichen Verwaltung unter Landesbischof August Marahrens 1936 wurde als Nachfolger der früheren Generaldiözese der Sprengel Celle gebildet.

## Generalsuperintendenten
- 1531–1541: Urbanus Rhegius
- 1542–1569: Martin Ondermark
- 1571–1583: Georg Bonsack
- 1583–1598: Christoph Fischer
- 1598–1610: Christoph Silbermann
- 1611–1621: Johann Arndt
- 1621–1641: Johann Wetzel
- 1642–1662: Michael Walther der Ältere
- 1662–1691: Joachim Hildebrand
- 1691–1707: Franz Eichfeld
- 1708–1725: Polycarp Leyser
- 1726–1735: Philipp Ludwig Böhmer
- 1735–1742: Philipp Guden
- 1743–1757: Meinhard Plesken
- 1758–1791: Johann Friedrich Jacobi
- 1792–1803: Georg Christoph Dahme
- 1805–1814: Johann Conrad Eggers
- 1815–1830: August Ludwig Hoppenstedt
- 1831–1849: Karl Georg Schuster
- 1850–1867: Friedrich Wilhelm Theodor Meyer
- 1868–1879: Karl Erck
- 1880–1890: Max Frommel
- 1890–1903: Georg Hartwig